# مقصود اعظمی
مقصود اعظمی (زادهٔ ۱۳۴۴ در اشنویه) نمایندهٔ حوزه انتخابیه نقده و اشنویه در دوره ششم مجلس شورای اسلامی بود.

## جستارهای پیوسته
- دوره ششم مجلس شورای اسلامی
- نامه جام زهر